# Frank Rosolino
Frank Rosolino, född den 20 augusti 1926 i Detroit, död den 26 november 1978 i Van Nuys, var en amerikansk jazzmusiker (trombon) och bandledare.
Han spelade bland annat med Charlie Parker, Herbie Fields, Stan Kenton, Thad Jones, Elvin Jones, Hank Jones, Gene Krupa, Frank Sinatra, Quincy Jones, Sarah Vaughan, Tony Bennett och Peggy Lee, förutom att han hade egna band.
Rosolino begick självmord genom att skjuta sig, efter att ha skjutit sina båda söner.(den ene avled, den andre överlevde men blev blind).